# لاكسمي دي نيفي سوردانا
لاكسمي شاري دي نيفي سواردانا (من مواليد 29 يناير 1996) مصممة أزياء إندونيسية ومؤلفة وناشطة في اليونيسف، وسفيرة مجموعة العشرين 2022 ، وعارضة أزياء ، وحاملة لقب ملكة جمال بوتري إندونيسيا 2022. لاكسمي هي أول ممثل من بالي يتم تتويجه على الإطلاق بوتري إندونيسيا. مثلت إندونيسيا في مسابقة ملكة جمال الكون 2022.